# Hyphydrus laeviventris
Hyphydrus laeviventris är en skalbaggsart som beskrevs av Sharp 1882. Hyphydrus laeviventris ingår i släktet Hyphydrus och familjen dykare.

## Underarter
Arten delas in i följande underarter:
- H. l. tsugaru
- H. l. laeviventris